# Angela Burns
Pour les articles homonymes, voir Burns.
Angela Burns est une femme politique conservatrice britannique. Elle représente la circonscription de Carmarthen West and South Pembrokeshire à l'Assemblée nationale du pays de Galles, puis au Parlement gallois, de 2007 à 2021.

## Biographie
Lors des élections législatives de 2007, elle est la candidate conservatrice pour le siège de Carmarthen West and South Pembrokeshire, dans le sud-ouest du pays de Galles. Alors que la circonscription semble promise aux travaillistes ou au Plaid Cymru, elle s'impose de justesse face à la députée sortante travailliste Christine Gwyther (en) et au candidat indépendantiste John Dixon (en) : 250 voix à peine séparent les trois candidats, avec seulement 98 voix de différence entre Burns et Gwyther. Sa majorité augmente lors des deux élections suivantes : plus de 1 500 voix en 2011 et plus de 3 000 en 2016.
Elle occupe plusieurs fonctions dans les cabinets fantômes conservateurs qui se succèdent durant sa carrière parlementaire. Elle est nommée au portefeuille des Finances en 2007, des Transports en 2008, de l'Éducation en 2011 et enfin de la Santé en 2016.
Elle annonce en juillet 2020 ne pas être candidate à sa succession lors des élections législatives de 2021. Elle est nommée membre de l'Ordre de l'Empire britannique à l'occasion des Birthday Honours de 2022.